# اس‌اس آیونیک (۱۹۰۳)
اس‌اس آیونیک (۱۹۰۳) (به انگلیسی: SS Ionic (1903)) یک کشتی است که طول آن ۵۰۰٫۳ فوت (۱۵۲٫۵ متر) می‌باشد. این کشتی در سال ۱۹۰۲ ساخته شد.